# Madame Columbo
 (février 2023).
Si vous disposez d'ouvrages ou d'articles de référence ou si vous connaissez des sites web de qualité traitant du thème abordé ici, merci de compléter l'article en donnant les références utiles à sa vérifiabilité et en les liant à la section « Notes et références ».
Madame Columbo (titres originaux : Mrs. Columbo puis Kate Columbo puis Kate Loves a Mystery puis Kate the Detective) est une série télévisée américaine en un pilote de 90 minutes et 12 épisodes de 47 minutes, créée par Richard Alan Simmons d'après les personnages de Richard Levinson et William Link et diffusée entre le 26 février et le 19 mars 1980 sur le réseau NBC.
En France, la série a été diffusée du 18 juillet au 29 août 1981 sur TF1.

## Synopsis
Cette série met en scène l'épouse du célèbre lieutenant Columbo. Entre son métier de journaliste et l'éducation de sa fille Jenny, la jeune femme se livre à la résolution de quelques enquêtes.

## Distribution
- Kate Mulgrew (VF : Michèle Bardollet) : Kate Columbo Callahan
- Lili Haydn (en) : Jenny Columbo Callahan
- Henry Jones : Josh Alden
- Robert Culp : Charly Houston (Saison 1, épisode 1)
- Edie Adams : Jane Houston (Saison 1, épisode 1)
- Frederic Forrest : Martin (Saison 1, épisode 1)
- Bob Dishy :  (Saison 1, épisode 1)
- René Auberjonois : Mr Gérard (Saison 1, épisode 1)
- Priscilla Pointer : l'assistante de Mr Houston (Saison 1, épisode 1)
- Allan Rich : Sergent Norris (Saison 1, épisode 1)
- Barney Martin : Dr Prinz (Saison 1, épisode 1)
- Christopher Allport : L'homme au téléphone (Saison 1, épisode 1)
- Michael Durrell : Sergent Caplan (Saison 1, épisodes 4 et 6)
- Don Stroud : Sergent Mike Varrick (Saison 2)

## Épisodes

### Première saison (1979)
1. Le Mystère de l’interphone (1/2) (Word Games (1/2))
2. Le Mystère de l’interphone (2/2) (Word Games (2/2))
3. Le Mystère de Lily Corday (Murder is a Parlor Game)
4. Le Mystère de la marionnette (A Riddle for Puppets)
5. Mystère et caviar (Caviar with Everything)
6. Le Mystère des Mages (A Puzzle for Prophets)

### Deuxième saison (1979-1980)
1. Le Mystère du magnétoscope (Ladies of the Afternoon)
2. Le Mystère de la voiture piégée (It Goes with the Territory)
3. Le Mystère des jeux clandestins (Off the Record)
4. Le Mystère de l’étrangleur (The Valley Strangler)
5. Le Mystère de la chambre froide (A Chilling Surprise)
6. Le Mystère de Santa Barbara (Falling Star)
7. Le Mystère de la voiture jaune (Feeling Can Be Murder)
8. Le Mystère des photos-chantage (Love on Instant Replay)

## Sortie DVD
L'éditeur Elephant Films a sorti l'intégralité de la série dans un coffret 5 DVD le 22 octobre 2014 en version française et version originale sous-titrée.

## Commentaires
- Alors qu'en 1978, Peter Falk ne souhaitait pas reprendre le tournage de la suite des aventures du lieutenant Columbo, NBC décida de créer une série qui mettrait en scène l'épouse à laquelle celui-ci faisait souvent allusion.

- La première saison ne connut pas un grand succès. La production décida donc de supprimer le plus possible les références à Columbo, faisant même divorcer le couple, et on renomma la série. La seconde saison accueillit Don Stroud comme acteur récurrent dans le rôle du sergent Mike Varrick. Malheureusement, la deuxième saison ne rencontra pas davantage de succès et la série s'arrêta sans que le dernier épisode soit diffusé aux États-Unis.

- On retrouvera Kate Mulgrew quelques années plus tard aux commandes d'un vaisseau spatial dans la série Star Trek : Voyager et encore plus tard comme prisonnière russe dans la série Orange is the new black, mais également dans la série Warehouse 13.

- Dans l'épisode pilote Le Mystère de l'interphone, à exactement 14 minutes 34 secondes, Madame Columbo est au téléphone avec son mari et dit ceci : « Dis donc, tu n'avais qu'à rester ici, c'est la police qui t'a envoyé à Londres. » Cette phrase fait référence à l'épisode S.O.S. Scotland Yard, en V.O. : Dagger of the Mind (saison 2 - épisode 4) où le lieutenant Columbo est chargé de participer à un échange de méthodes policières entre les polices anglaise et américaine. Il y a cependant une grossière erreur d'ordre chronologique, étant donné que l'épisode S.O.S. Scotland Yard date de 1972 et que l'épisode pilote de Madame Columbo date, lui, de 1979.

- La Peugeot 403 mythique est beaucoup plus délabrée, et « Le Chien » a le museau blanchi par l'âge.